# Amphiophiura oedignatha
Amphiophiura oedignatha är en ormstjärneart som beskrevs av Hubert Lyman Clark 1915. Amphiophiura oedignatha ingår i släktet Amphiophiura och familjen fransormstjärnor. Inga underarter finns listade i Catalogue of Life.